# José María Gil Tamayo
José María Gil Tamayo (Zalamea de la Serena, província de Badajoz, Espanha, 5 de junho de 1957) é um clérigo espanhol e Arcebispo de Granada.

## Biografia

### Treinamento
Ingressou no Seminário Metropolitano de San Atón onde completou seus estudos eclesiásticos, sendo ordenado sacerdote em 1980 e pertencendo ao clero da Arquidiocese de Mérida-Badajoz desde sua ordenação .
Mais tarde, licenciou-se em Ciências Religiosas pela Faculdade de Teologia da Universidade de Navarra. Começou então a trabalhar como sacerdote, liderando diferentes paróquias rurais em sua região natal de La Serena , e se envolveu na pastoral educativa com os jovens. Decidiu então complementar os seus estudos graduando-se pela segunda vez em Ciências da Informação na Universidade de Navarra.

### Trajetória
Em 1992 assumiu a direção da Delegação de Mídia e do Gabinete de Informação diocesano, ao mesmo tempo em que criou o Seminário Diocesano Igreja do Caminho, do qual foi diretor até 2005.
Participou também ativamente no lançamento da emissora de Popular TV na província de Badajoz, combinando-a com o seu trabalho como capelão do Colégio Sagrada Família de Badajoz.
Mais tarde foi professor da pós-graduação em comunicação na Universidade Pontifícia de Salamanca e depois mudou-se para a República de El Salvador onde foi professor visitante na Universidade Católica de El Salvador .
Depois de retornar à Espanha, tornou-se membro do conselho de administração da Cadena COPE e TV Popular, foi capelão da União Católica de Informantes e Jornalistas da Espanha (UCIP-E), cônego da Catedral de São João Batista de Badajoz Além de colaborador regular do programa de rádio La Linterna, é também pároco da igreja de San Juan Bautista em Badajoz.
Em 7 de outubro de 2006, foi nomeado pelo Papa Bento XVI consultor do Pontifício Conselho para as Comunicações Sociais e renovado por mais cinco anos em 13 de dezembro de 2011. Em 20 de novembro de 2013, foi eleito Secretário Geral   da Conferência Episcopal Espanhola para o quinquênio 2013-2018, em substituição ao Monsenhor Juan Antonio Martínez Camino .
Foi secretário geral da Conferência Episcopal Espanhola, entre 2013 e 2018.

### Bispo de Ávila
Foi nomeado Bispo de Ávila pelo Papa Francisco em 6 de novembro de 2018 . A data escolhida para a sua ordenação episcopal e posse foi 15 de dezembro de 2018, na Catedral de Ávila .  O Arcebispo de Valladolid, Ricardo Blázquez Pérez, o consagrou em 15 de dezembro do mesmo ano; Os co-consagradores foram o Núncio Apostólico na Espanha, Arcebispo Renzo Fratini, e o Bispo Emérito de Ávila, Jesús García Burillo.

### Arcebispo de Granada
Em 16 de julho de 2022, foi tornada pública sua nomeação pelo Papa Francisco como Arcebispo Coadjutor de GranadaEm 1 de fevereiro de 2023 sucedeu o Arcebispo Francisco Javier Martínez Fernández, este tornando-se emérito.